# ALP (Leroux-Pisart)
Pour les articles homonymes, voir ALP.
L'ALP est un modèle d'automobile belge construit en 1920 par Automobiles Leroux-Pisart de Bruxelles. C'était une voiture légère de 1 850 cm3 ou 2 121 cm3 conçue par André Leroux, ancien ingénieur de la Métallurgique sur base d'un châssis assemblé aux Ateliers de la Dyle.
La société est ensuite devenue la SOMEA de 1921 à 1923 mais une mésentente entre les financiers et les ingénieurs précipita la fin de l'aventure.